# باجگان

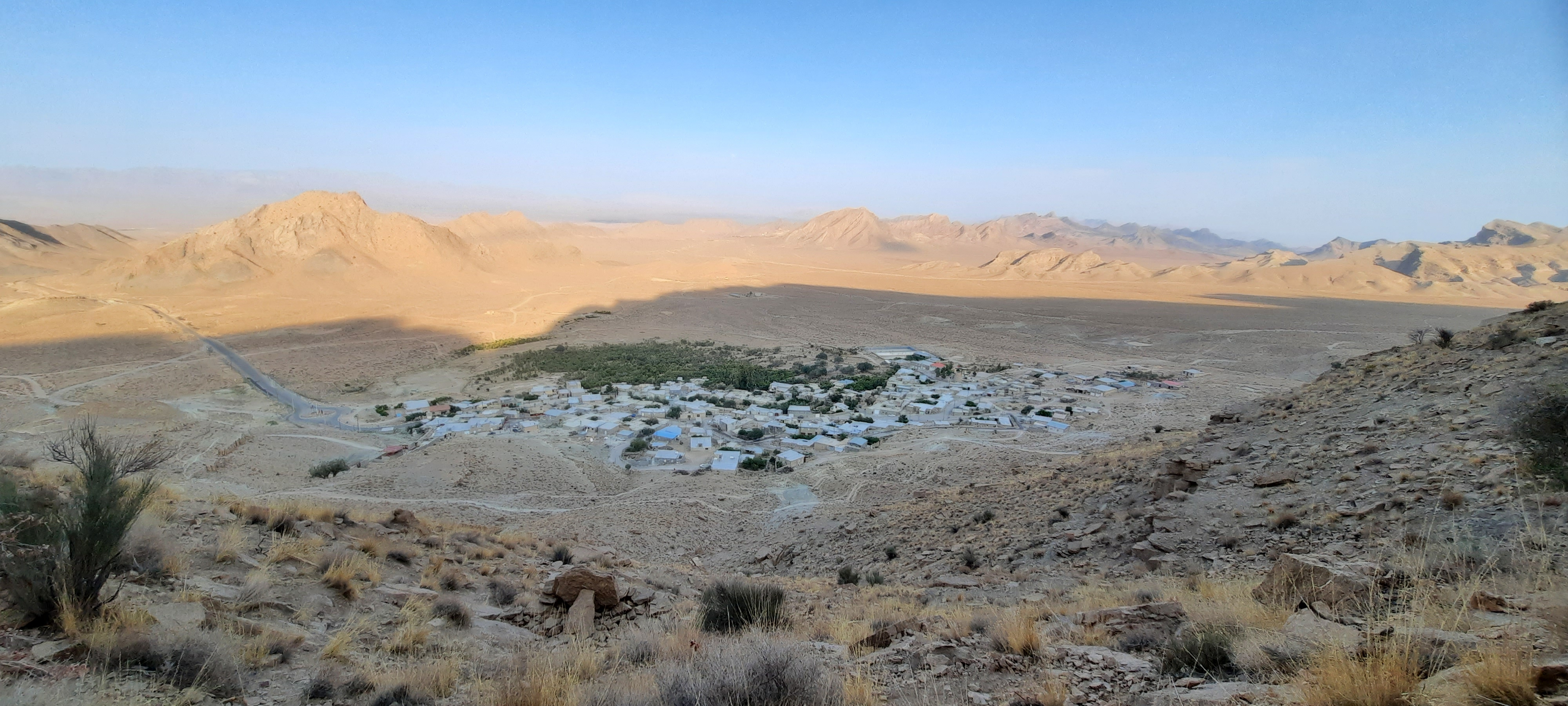
نمای روستا از بالا

باجگان، روستایی از توابع بخش مرکزی شهرستان بافق در استان یزد ایران است.
این روستا با معماری سنگی و طبیعت زیبا و کمیاب از مناطق گردشگری شهرستان بافق بشمار می‌رود. نمای سنگی و سنگ پوش منحصر به فرد حسینیه این روستا از جمله نقاط دیدنی آن است، همچنین طبیعت این روستا با ویژگیهای خاص خود نظیر درختان کهنسالی که بیش از هزار سال قدمت دارند و مناظر بدیع گردشگران را به خود می‌خواند.
این روستا دارای شکل متمرکز و از نظر موقعیت جغرافیایی روستایی کوهپایه ای است.
منطقه جنگلی ارس باجگان در ارتفاعات و دامنه جنوبی کوه باجگان شهرستان بافق واقع شده‌است. درخت ارس درختی است که از نظر اکولوژیکی و شرایط زیستی معمولاً در مناطق مرتفع و صعب العبور رشد می‌کند.
مکان‌های گردشگری روستای باجگان: «عبارتند از حسینیهٔ سنگی؛ درخت چنار ۷۵۰ ساله؛ قدمگاه؛ کوچه‌های سنگی روستا و… است.»
بازی‌های محلی روستای باجگان: «دغار بازی؛ قلعه بازی و… است.»

## جمعیت
این روستا در دهستان سبزدشت قرار دارد و براساس سرشماری مرکز آمار ایران در سال ۱۳۸۵، جمعیت آن ۱۶۱ نفر (۶۳خانوار) بوده‌است.